# 原田文明
原田 文明（はらだ ぶんめい、1959年10月3日 - ）は、日本の俳優。茨城県出身。宝井プロジェクト所属。

## 人物
身長168cm。体重56kg。
特技はスポーツ全般。

## 出演

### 映画
- ザ・中学教師（1992年）
- 二十才の微熱（1993年） - 川久保
- 極道三国志（1997年）
- 油断大敵（2004年）
- この世の外へ クラブ進駐軍（2004年）
- 真夜中の弥次さん喜多さん（2005年）
- 輪廻（2006年） - 奥野雅
- 私は貝になりたい（2008年）
- 肉まん（校長）
- PERFECT DAYS（2023年） - 神主 役[3]

### テレビドラマ

#### NHK
- 金曜時代劇→木曜時代劇
  - 茂七の事件簿 ふしぎ草紙（2001年）
  - 慶次郎縁側日記（2004年） - 侍
  - 夏雲あがれ（2007年）
- 天てれドラマ / エリーの黒電話（2007年）
- ドラマ10 / 昭和元禄落語心中（2010年） - 落語協会幹部
- ラストマネー -愛の値段-（2011年）
- 大河ドラマ / いだてん〜東京オリムピック噺〜（2019年）
- 連続テレビ小説 / エール（2020年）※茨城弁指導も兼任
- しもべえ 第6話（2022年3月18日）- 定食屋店主 役

#### 日本テレビ
- あいのうた（2005年） - ファミレスの店長
- 火曜サスペンス劇場 / 警部補 佃次郎 第15作（2002年） - 別荘管理人
- ナイトホスピタル〜病気は眠らない〜（2002年） - 養蜂場の男
- 火曜ドラマゴールド / ミス・マープルシリーズ 第2作（2007年）
- 黄金の舌 / 百鬼夜行抄（2007年） - 秋山
- 真実の手記 BC級戦犯 加藤哲太郎「私は貝になりたい」（2007年）
- ジョーカー 許されざる捜査官（2010年） - 鑑識課員
- 土曜ドラマ / 泣くな、はらちゃん（2013年）
- シンドラ / ○○な人の末路（2018年） - 梅沢
- 水曜ドラマ / 白衣の戦士!（2019年） - 居酒屋店主
- ハコヅメ〜たたかう!交番女子〜（2021年） - 田中
- モクドラF / アンラッキーガール!（2021年）
- 真犯人フラグ 第11話（2022年1月9日） - ガソリンスタンド店主 役
- 相続探偵 第6話（2025年3月1日） - 寿司職人 役[4]
- 恋は闇 第5話・第6話（2025年5月14日・21日） - ホームレス 役[5]

#### TBS
- フレンズ（2002年）
- 月曜ドラマスペシャル→月曜ミステリー劇場→月曜ゴールデン
  - 自治会長 糸井緋芽子 社宅の事件簿 第6作（2005年） - 第一発見者
  - ヤメ刑探偵 加賀美塔子 第2作（2012年） - 泉蘭寺の元職員
  - 縁側刑事 第1作（2013年） - 栗田政治
- 特命!刑事どん亀（2006年）
- 日曜劇場
  - 輪舞曲（2006年） - 客
  - 鉄板少女アカネ!!（2006年） - 露天商
  - 獣医ドリトル（2013年）
  - 日本沈没-希望のひと-（2021年）
  - ラストマン-全盲の捜査官- 第7話（2023年6月4日） - 亀島喜一
- 金曜ドラマ
  - 特急田中3号（2007年） - 山川教授
  - インハンド（2019年）
  - 4分間のマリーゴールド（2019年） - 山口久司
- 3年B組金八先生（2008年）
- MR.BRAIN（2009年） - 犬を連れた男
- 家族ノカタチ（2016年） - タカさん
- 下町ロケット 特別編（2019年）

#### フジテレビ
- 復讐クラブ（1990年）
- ルーキー!（2001年） - ペットショップ店長
- アルジャーノンに花束を（2002年） - 大学教授
- 顔（2003年） - パート従業員
- Dr.コトー診療所2004（2004年）
- 古畑任三郎（2006年） - 鶴田刑事
- 土曜プレミアム
  - 太郎と次郎〜反省ザルとボクの夢〜（2007年）
  - 我はゴッホになる! 〜愛を彫った男・棟方志功とその妻〜（2008年）
  - 新・美味しんぼ 第3作（2009年）
  - 最後の約束 （2010年）
  - 一休さん（2012年）
  - 世にも奇妙な物語 25周年スペシャル・春 〜人気マンガ家競演編〜 「地縛者」（2015年） - 管理人
- 金曜エンタテイメント→金曜プレステージ
  - 名司会者・寿鶴子 殺人スピーチ 第3作（2007年） - 岩村昭夫
  - 岡部警部シリーズ（近藤真彦版）第4作（2009年）
  - 浅見光彦シリーズ 第42作（2011年） - 渡辺信也
- あんみつ姫の大冒険!（2008年） - 審判
- メイちゃんの執事（2009年） - メイの担任
- チャンス!〜彼女が成功した理由〜（2009年） - 高橋
- 婚カツ!（2009年） - リストラされる社員
- 木曜劇場 / 任侠ヘルパー（2009年）
- 世にも奇妙な物語 秋の特別編「自殺者リサイクル法」（2009年） - 自殺者
- パーフェクト・リポート（2010年）
- 外交官 黒田康作（2011年）
- 松本清張没後20年特別企画・市長死す（2012年）
- リーガル・ハイ（2012年）
- PRICELESS〜あるわけねぇだろ、んなもん!〜（2012年）
- ガリレオ2（2013年） - 武藤啓輔
- フラジャイル（2016年）
- 警視庁いきもの係（2017年）
- コンフィデンスマンJP（2018年） - 管理人
- 黒井戸殺し（2018年）
- ラジエーションハウス〜放射線科の診断レポート〜（2019年）
- 監察医 朝顔（2019年） - 警務課長
- ナイト・ドクター（2021年）
- アイシー〜瞬間記憶捜査・柊班〜 第9話（2025年3月18日） - 住職 役[6]
- 問題物件 最終話（2025年3月26日） - 新堀正一 役[7]

#### テレビ朝日
- 木曜ドラマ / 氷点2001（2001年） - 内科部長
- 負け組キックオフ（2002年） - 社員
- 恋は戦い!（2003年） - 泥酔センター職員
- 金曜ナイトドラマ
  - 独身3!!（2003年） - 店長
  - ああ探偵事務所（2004年） - 中年の男
  - ミステリー民俗学者 八雲樹（2004年）
  - 匿名探偵（2012年）
  - 死神くん（2014年） - 屋台のおやじ
- 相棒
  - Season 3（2004年） - ホームレス
  - Season 4（2005年） - 中年男性
  - Season 10（2012年） - 真壁義雄
  - Season 12（2014年） - 野次馬
  - Season 15（2017年） - ホームレス
  - Season 16（2017年） - 朝山（マンション管理人）
  - Season 18（2020年） - 小島孝之
  - Season 20（2021年） - 大杉隆也 役
- 4姉妹探偵団（2008年）
- 土曜ワイド劇場 / 弁護士・茜沢翔子の人生相談承ります!（2008年）
- キイナ〜不可能犯罪捜査官〜（2009年） - 殺される作業員
- 日曜ナイトプレミア / 俺の空 刑事編（2011年）
- トットちゃん!（2017年）
- 木曜ミステリースペシャル / 人類学者・岬久美子の殺人鑑定 第8作（2019年） - 正峰村の住人
- やすらぎの刻〜道（2019年） - 刑事
- 東京独身男子（2019年） - 城之崎
- 殴り愛、炎（2021年）
- 暴太郎戦隊ドンブラザーズ ドン9話（2022年） - 井沢太一（老人）

#### テレビ東京
- 女と愛とミステリー→水曜ミステリー9
  - 監察医・篠宮葉月 死体は語る 第1作（2001年） - ドライブインの客
  - 多摩南署たたき上げ刑事・近松丙吉 第8作（2008年） - 第一発見者

#### NHK BSプレミアム
- 赤ひげ2（2019年） - 平助の祖父
- 生きて、ふたたび 保護司・深谷善輔（2021年）

#### BS-i
- 怪談新耳袋 スペシャル「黒い男たち」（2007年） - さちこの父
- 東京少女 山下リオ（2008年）

#### WOWOW
- ドラマW
  - 都市伝説セピア（2009年）
  - 尾根のかなたに 父と息子の日航機墜落事故（2012年）
  - 沈まぬ太陽 第2部（2016年）
  - シャイロックの子供たち episode4（2022年11月6日） - 管理人 役[8]
- ダブルチート 偽りの警官 Season2 第6話（2024年8月3日） - ハチス不動産社長 役[9]

### 舞台
- 貸席の女（1997年）
- ラストダンス（1997年）
- さよならの約束（1998年）
- 雪国（2000年）
- 近松心中物語（2001年、2005年）
- 椿姫（2002年）
- 3年B組金八先生（2003年、2005年）

### バラエティ
- 痛快TV スカッとジャパン（2015年 - 、フジテレビ） - 笹原豊
- ザ!世界仰天ニュース（日本テレビ）

### 配信ドラマ
- フジコ（2015年、Hulu）
- 宇宙を駆けるよだか（2018年、Netflix）
- MALICE 第2話・第5話（2023年9月14日、U-NEXT） - 弁護士 役[10]